# Semaeopus vestita
Semaeopus vestita là một loài bướm đêm trong họ Geometridae.